# Zasłonak miedzianogłowy
Zasłonak miedzianogłowy (Cortinarius orichalceus (Batsch) Fr.) – gatunek grzybów należący do rodziny zasłonakowatych (Cortinariaceae).

## Systematyka i nazewnictwo
Pozycja w klasyfikacji według Index Fungorum: Cortinarius, Cortinariaceae, Agaricales, Agaricomycetidae, Agaricomycetes, Agaricomycotina, Basidiomycota, Fungi.
Po raz pierwszy opisał go w 1789 r. August Johann Georg Karl Batsch, nadając mu nazwę Agaricus orichalceus. W 1838 r. Elias Fries przeniósł go do rodzaju Cortinarius.
Polską nazwę nadał Andrzej Nespiak w 1975 r.

## Morfologia
Kapelusz
Średnica 5–8(–9) cm, mięsisty, początkowo wypukły z podwiniętym i filcowato-jedwabistym brzegiem, potem płaskowypukły. Powierzchnia bardzo lepka, w końcu nakrapiana na środku przez wysychający śluz, oliwkowa do oliwkowo-ochrowej, środek rdzawo nakrapiany, w końcu cała powierzchnia rdzawa z wyjątkiem ciemniejszego, oliwkowego brzegu.
Blaszki
Początkowo przyrośnięte, potem lekko wygięte, o średniej szerokości, gęste, na początku ciemno-oliwkowopłowe potem ciemniejsze, izabelowate.
Trzon
Wysokość 6,5–8,5 cm, grubość 2–2,5 cm, gruby, sztywny, pełny ze stożkową bulwą. Powierzchnia początkowo pokryta niejasnymi, lekko zabarwionymi resztkami osłony uniwersalnej.
Miąższ
Bardzo gruby, biały, w końcu zabarwiony na bladooliwkowo, bez zapachu, smak nieco nieprzyjemny.
Cechy mikroskopowe
Zarodniki migdałowate, gruzełkowate, 10–12(–13) × 6–6,5(–7) μm, pod mikroskopem ciemnordzawobrązowe.

## Występowanie i siedlisko
Podano stanowiska Cortinarius orichalceus w Europie i Ameryce Północnej. W Polsce do 2003 r. jedyne jego stanowisko podał Andrzej Nespiak w 1975 r. bez dokładnej lokalizacji, w późniejszych latach podano kilka stanowisk.
Naziemny grzyb mykoryzowy. Występuje w lasach pod świerkami i bukami na wapiennych glebach w wysokich górach (w Ameryce Północnej podano jego stanowiska na wysokości 2400 do 3000 m n.p.m.).